# Grottoni di Calascio
I Grottoni di Calascio sono un sito archeologico nel territorio di Calascio in provincia dell'Aquila, dove oltre a un deposito di selci e di ossa di animali preistorici, è stata rinvenuta una testa di femore neandertaliana datata a 80 000 anni fa.